# Италия на Европейских играх 2015
Италия на I Европейских играх, которые прошли в июне 2015 года в столице Азербайджана, в городе Баку, была представлена 295 спортсменами в 27 видах спорта..

## Медали
| Серебро |               |                            |         |
| №       | Спортсмены    | Вид спорта (дисциплина)    | Дата    |
| 1       | Лука Мареска  | Карате (до 60 кг, мужчины) | 13 июня |
| 2       | Луиджи Буза   | Карате (до 75 кг, мужчины) | 13 июня |
| 3       | Маттиа Бузато | Карате (ката, мужчины)     | 14 июня |

| Медали по видам спорта | Медали по видам спорта | Медали по видам спорта | Медали по видам спорта | Медали по видам спорта |
| ---------------------- | ---------------------- | ---------------------- | ---------------------- | ---------------------- |
| Вид спорта             | 1                      | 2                      | 3                      | Итого                  |
| Карате                 | 0                      | 3                      | 0                      | 3                      |
| Всего                  | 0                      | 3                      | 0                      | 3                      |

## Состав команды
Борьба
Греко-римская борьба
- Давиде Каскавилья
- Фабио Паризи
- Чиро Руссо
- Даигоро Тимонкини

Велоспорт
 Маунтинбайк
- Герхард Кершбаумер
- Андреа Тибери
- Марко Аурелио Фонтана
- Эва Лекнер
- Лиза Рабенштайнер

 Карате
- Луиджи Буза
- Маттиа Бузато
- Лука Мареска
- Нелло Маэстри

 Триатлон
- Риккардо де Пальма
- Делиан Статефф
- Маттиас Штайнвандтнер
- Алессия Орла
- Елена Мария Петрини

 Тхэквондо
- Клаудио Тревизо

## Результаты

### Борьба
В соревнованиях по борьбе разыгрывалось 24 комплекта наград. По 8 у мужчин и женщин в вольной борьбе и 8 в греко-римской. Турнир проходил по олимпийской системе с выбыванием. В утешительный раунд попадали участники, проигравшие в своих поединках будущим финалистам соревнований. Каждый поединок состоит из двух раундов по 3 минуты, победителем становится спортсмен, набравший большее количество баллов. По окончании схватки, в зависимости от результатов в каждом из раундов спортсменам начисляются классификационные очки.
Мужчины
Греко-римская борьба
Легенда: 

VT — победа на туше; 

VB — победа, ввиду травмы соперника; 

PP — победа по очкам с техническим баллом у проигравшего; 

PO — победа по очкам без технического балла у проигравшего; 

SP — техническое превосходство, победа по очкам с разницей более, чем в 6 баллов с техническим баллом у проигравшего; 

ST — техническое превосходство, победа по очкам с разницей более, чем в 6 баллов без технического балла у проигравшего; 

| Соревнование | Спортсмены        | Первый раунд                     | 1/8 финала                 | Четвертьфинал                | Полуфинал            | Финал                | Место |
| Соревнование | Спортсмены        | Соперник Результат               | Соперник Результат         | Соперник Результат           | Соперник Результат   | Соперник Результат   | Место |
| ------------ | ----------------- | -------------------------------- | -------------------------- | ---------------------------- | -------------------- | -------------------- | ----- |
| до 66 кг     | Давиде Каскавилья | К. Калнакарклис (LAT) В 3:1 (PP) | И. Леваи (SVK) П 1:4 (SP)  | Завершил выступление         | Завершил выступление | Завершил выступление | 13    |
| до 75 кг     | Чиро Руссо        | Не участвовал                    | В. Немеш (SRB) П 0:4 (ST)  | Турнир за 3-е место          | Турнир за 3-е место  | Турнир за 3-е место  | 25    |
| до 75 кг     | Чиро Руссо        | Не участвовал                    | В. Немеш (SRB) П 0:4 (ST)  | К. Нильссон (SWE) П 0:5 (VB) | Завершил выступление | Завершил выступление | 25    |
| до 85 кг     | Фабио Паризи      | С. Тахмасеби (AZE) П 0:4 (ST)    | Завершил выступление       | Завершил выступление         | Завершил выступление | Завершил выступление | 23    |
| до 98 кг     | Даигоро Тимонкини | Не участвовал                    | М. Каджая (GEO) В 3:0 (PO) | Д. Ильдем (TUR) П 0:3 (PO)   | Завершил выступление | Завершил выступление | 11    |

### Велоспорт

#### Маунтинбайк
Соревнования по маунтинбайку проводилились в построенном специально для игр велопарке. Дистанция у мужчин составляла 36,7 км, а у женщин 27,9 км.
Мужчины
| Соревнование | Спортсмены            | Результат | Место | Отставание |
| ------------ | --------------------- | --------- | ----- | ---------- |
| Кросс-кантри | Герхард Кершбаумер    | 1:42:50   | 4     | +1:46      |
| Кросс-кантри | Марко Аурелио Фонтана | 1:45:11   | 9     | +4:07      |
| Кросс-кантри | Андреа Тибери         | DNF       | —     | —          |

Женщины
| Соревнование | Спортсмены        | Результат | Место | Отставание |
| ------------ | ----------------- | --------- | ----- | ---------- |
| Кросс-кантри | Эва Лекнер        | 1:35:08   | 4     | +4:03      |
| Кросс-кантри | Лиза Рабенштайнер | 1:44:45   | 18    | +13:40     |

### Гребля на байдарках и каноэ
Соревнования по гребле на байдарках и каноэ проходили в городе Мингечевир на базе олимпийского учебно-спортивного центра «Кюр». Разыгрывалось 15 комплектов наград. В каждой дисциплине соревнования проходили в три этапа: предварительный раунд, полуфинал и финал.
Мужчины
| Соревнование     | Спортсмены      | Предварительный раунд | Предварительный раунд | Предварительный раунд | Полуфинал     | Полуфинал     | Полуфинал     | Финал                | Финал                | Итоговое место       |
| Соревнование     | Спортсмены      | Заплыв                | Время                 | Место                 | Заплыв        | Время         | Место         | Время                | Место                | Итоговое место       |
| ---------------- | --------------- | --------------------- | --------------------- | --------------------- | ------------- | ------------- | ------------- | -------------------- | -------------------- | -------------------- |
| K-1, 1000 метров | Джулио Дрессино | 2                     | 3:40,978              | 6 (Q)                 | 1             | 3:45,026      | 9             | Завершил выступление | Завершил выступление | Завершил выступление |
| C-1, 1000 метров | Серджу Крачун   | 1                     | 3:59,178              | 3 (Q)                 | не участвовал | не участвовал | не участвовал | 3:55,513             | 6                    | 6                    |

Женщины
| Соревнование    | Спортсмены                                              | Предварительный раунд | Предварительный раунд | Предварительный раунд | Полуфинал | Полуфинал | Полуфинал | Финал                 | Финал                 | Итоговое место        |
| Соревнование    | Спортсмены                                              | Заплыв                | Время                 | Место                 | Заплыв    | Время     | Место     | Время                 | Место                 | Итоговое место        |
| --------------- | ------------------------------------------------------- | --------------------- | --------------------- | --------------------- | --------- | --------- | --------- | --------------------- | --------------------- | --------------------- |
| K-4, 500 метров | Федерика Ноле Ирен Бурджо Норма Мурабито София Кампанья | 1                     | 1:39,840              | 7 (Q)                 | 1         | 1:36,004  | 7         | Завершили выступление | Завершили выступление | Завершили выступление |

### Карате
Соревнования по карате проходили в Бакинском кристальном зале. В каждой весовой категории принимали участие по 8 спортсменов, разделённых на 2 группы. Из каждой группы в полуфинал выходили по 2 спортсмена, которые по системе плей-офф разыгрывали медали Европейских игр.
Мужчины
| Соревнование | Спортсмены    | Групповой этап          | Групповой этап           | Групповой этап              | Место    | 1/2 финала              | Финал                      | Итоговое место       |
| Соревнование | Спортсмены    | 1 поединок              | 2 поединок               | 3 поединок                  | Место    | 1/2 финала              | Финал                      | Итоговое место       |
| ------------ | ------------- | ----------------------- | ------------------------ | --------------------------- | -------- | ----------------------- | -------------------------- | -------------------- |
| До 60 кг     | Лука Мареска  | Группа A                | Группа A                 | Группа A                    | Группа A | М. Антич (SRB) В 6:0    | Ф. Фарзалиев (AZE) П 0:4   | 2                    |
| До 60 кг     | Лука Мареска  | Х. Маркеши (ALB) В 8:0  | Ф. Фарзалиев (AZE) П 2:4 | М. Гомес Гарсия (ESP) В 2:1 | 2 (Q)    | М. Антич (SRB) В 6:0    | Ф. Фарзалиев (AZE) П 0:4   | 2                    |
| До 75 кг     | Луиджи Буза   | Группа B                | Группа B                 | Группа B                    | Группа B | Э. Эльтемур (TUR) В 4:4 | Р. Агаев (AZE) П 0:1       | 2                    |
| До 75 кг     | Луиджи Буза   | П. Лоизидес (CYP) В 1:0 | Л. да Коста (FRA) В 2:0  | Н. Бич (GER) П 0:2          | 2 (Q)    | Э. Эльтемур (TUR) В 4:4 | Р. Агаев (AZE) П 0:1       | 2                    |
| До 84 кг     | Нелло Маэстри | Группа A                | Группа A                 | Группа A                    | Группа A | Завершил выступление    | Завершил выступление       | Завершил выступление |
| До 84 кг     | Нелло Маэстри | К. Варда (POL) В 2:0    | А. Карачи (KOS) П 0:3    | У. Акташ (TUR) П 2:11       | 3        | Завершил выступление    | Завершил выступление       | Завершил выступление |
| Ката         | Маттиа Бузато | Группа A                | Группа A                 | Группа A                    | Группа A | М. Якан (TUR) В 3:2     | Д. Уго Кинтеро (ESP) П 0:5 | 2                    |
| Ката         | Маттиа Бузато | П. Хирвонен (FIN) В 5:0 | К. Роде (DEN) В 5:0      | Д. Уго Кинтеро (ESP) П 1:4  | 2 (Q)    | М. Якан (TUR) В 3:2     | Д. Уго Кинтеро (ESP) П 0:5 | 2                    |

### Триатлон
Соревнования по триатлону состояли из 3 этапов — плавание (1,5 км), велоспорт (40 км), бег (9,945 км).
Мужчины
| Соревнование | Спортсмены            | Плавание | Смена | Велоспорт | Смена | Бег   | Итоговое время | Место | Отставание |
| ------------ | --------------------- | -------- | ----- | --------- | ----- | ----- | -------------- | ----- | ---------- |
| Мужчины      | Делиан Статефф        | 19:22    | 0:47  | 57:43     | 0:24  | 32:15 | 1:50:31        | 12    | +2:00      |
| Мужчины      | Риккардо де Пальма    | 19:31    | 0:43  | 57:37     | 0:25  | 33:24 | 1:51:40        | 19    | +3:09      |
| Мужчины      | Маттиас Штайнвандтнер | 19:28    | 0:44  | 57:41     | 0:26  | 34:29 | 1:52:48        | 25    | +4:17      |

Женщины
| Соревнование | Спортсмены          | Плавание | Смена | Велоспорт | Смена | Бег   | Итоговое время | Место | Отставание |
| ------------ | ------------------- | -------- | ----- | --------- | ----- | ----- | -------------- | ----- | ---------- |
| Женщины      | Елена Мария Петрини | 20:43    | 0:51  | 1:06:22   | 0:27  | 40:16 | 2:08:39        | 27    | +8:11      |
| Женщины      | Алессия Орла        | 20:40    | 0:53  | 1:06:20   | 0:28  | 41:41 | 2:10:02        | 29    | +9:34      |

### Тхэквондо
Соревнования по тхэквондо проходят по системе с выбыванием. Для победы в турнире спортсмену необходимо одержать 4 победы. Тхэквондисты, проигравшие по ходу соревнований будущим финалистам, принимают участие в утешительном турнире за две бронзовые медали.
Мужчины
| Категория | Спортсмены      | Первый раунд          | Четвертьфинал            | Полуфинал            | Финал                | Место |
| Категория | Спортсмены      | Соперник Результат    | Соперник Результат       | Соперник Результат   | Соперник Результат   | Место |
| --------- | --------------- | --------------------- | ------------------------ | -------------------- | -------------------- | ----- |
| до 68 кг  | Клаудио Тревизо | Ж. Ашаб (BEL) В 13:10 | В. Арвентий (MDA) П 9:11 | Завершил выступление | Завершил выступление | 9     |